# Arctoconopa manitobensis
Arctoconopa manitobensis là một loài ruồi trong họ Limoniidae. Chúng phân bố ở miền Tân bắc.